# Wernberger Badesee
Der Wernberger Badesee ist ein kleiner See in der Kärntner Gemeinde Wernberg. Das zu- und abflusslose Gewässer wird vom Land Kärnten als schwach mesotroph eingestuft.

## Lage und Nutzung
Der See befindet sich zwischen den Ortschaften Duel und Föderlach, unmittelbar am linken Ufer der Drau. Er entstand als Baggersee infolge eines bis heute bestehenden Kiesabbaus. Er hat also keine Zu- oder Abflüsse, sondern wird alleine durch Grundwasser gespeist. Ein abgetrennter, nicht mehr für den Kiesabbau benutzter Bereich wurde für ein Bad mit Sportplätzen adaptiert.

## Fischbestand
Im Wernberger Badesee sind die folgenden Fischarten, unter denen Aitel und Rotfeder dominieren, nachgewiesen:
- Hecht (Esox lucius)
- Barsch (Perca fluviatilis)
- Europäischer Aal (Anguilla anguilla)
- Aitel (Leuciscus cephalus)
- Karpfen (Cyprinus carpio)
- Rotauge (Rutilus rutilus)
- Rotfeder (Scardinius erythrophthalmus)